# داستی اندرسون
داستی اندرسون (انگلیسی: Dusty Anderson؛ زادهٔ ۱۷ دسامبر ۱۹۱۸) یک هنرپیشه اهل ایالات متحده آمریکا است. او یک مدل پین آپ در جنگ جهانی دوم بود و در مجله یانک ظاهر شد . 